# Carinodes frictorius
Carinodes frictorius là một loài tò vò trong họ Ichneumonidae.